# Báthory István Elméleti Líceum
A Báthory István Elméleti Líceum egyike Kolozsvár legrégebbi középiskoláinak. A belvárosban, a több oktatási intézménynek helyet adó Farkas utcában található, a Babeș–Bolyai Tudományegyetem központi épületével szemben.

## Az intézmény

### Jezsuita korszak (1579–1773)
Az intézmény a Báthory István által 1579-ben alapított kolozsmonostori jezsuita iskola utódja. Báthory célja az volt, hogy a hazai műveltségi szintet egy olyan főiskola alapításával növelje, amely versenyképes tud lenni a korabeli nyugat-európai egyetemekkel. Lengyel királyként jó benyomást szerzett a jezsuita rend nevelőmunkájáról, ezért 1579-ben őket hívta Kolozsvárra az iskola létesítésére. Az első 12 szerzetes 1579 szeptemberében érkezett meg Kolozsmonostorra, és december 20-án meg is nyitották iskolájukat. Az első tanévben 50 diák tanult az intézményben, majd számuk 1581-től 150–200-ra, 1585-ben 230-ra növekedett. Az iskola fenntartására a jezsuiták tulajdonába adták Kolozsmonostor, Bács, Jegenye, Kajántó, Tiburc és Bogártelke falvakat. 1580-ban a rend megkapta a szintén Farkas utcai ferences kolostor épületeit. Az iskola színvonalát bizonyítja, hogy a katolikusokon kívül más vallásúak is ide íratták be gyermekeiket; 1585-ben a diákok egynegyede protestáns volt, illetve az erdélyi román püspök is itt kívánta taníttatni unokáját. Az európai szintű, hatékony oktatási rendszert látva Bethlen Gábor fejedelem előírta a református kollégiumnak, hogy „ne magyar iskolákban való hitván szokás szerint oktassanak, hanem more jesuitarum.” A jezsuitákat több ízben kitiltották Erdélyből (1588, 1607, 1610, 1653), de visszatérve rendre a Monostori úton, az óvárban illetve a Farkas és Torda utca sarkán álló épületekben folytatták a tanítást. A császári pártfogás alatt álló szerzetesek az oktatás mellett egyéb művelődési feladatokat is elláttak: a kollégium mellett könyvnyomda is létesült. (A nyomdát a mai sportpark helyén álló papírmalom látta el papírral.) Az 1731–32-ben létesített gyógyszertáruk jövedelmét (évi 100–600 forintot) a fizikai szertár és a csillagda berendezésére fordították.
A korszak híres tanárai: Wujek Jakab, Francesco Sunieri, Arator István, Antonio Possevino, Káldi György, Hell Miksa, Baróti Szabó Dávid, Bzenszky Rudolf.
Az intézményben tanultak: Apor Péter, Petru Pavel Aron, Haller János, Petru Maior, Inocențiu Micu-Klein, Mikes Kelemen, Ioan Giurgiu de Patak, Pázmány Péter, Atanasie Rednic, Gheorghe Șincai.

### Piarista korszak (1776–1948)
Miután a jezsuita rendet 1773-ban feloszlatták, a főiskola Collegium Theresianum névvel állami intézménnyé lett. Mária Terézia azt tervezte, hogy a jól felszerelt intézményt katolikus-protestáns közös egyetemmé fejleszti, de szándéka az egyházak bizalmatlansága miatt nem valósult meg. Így az iskolát Mária Terézia 1776. június 7-i rendelete alapján a piaristák (kegyesrendiek) vették át; ünnepélyes beiktatásuk október 15-én történt. Az intézmény hivatalos neve Királyi Akadémiai Líceum lett, amely egyetemi rangban működött, jogi és orvosi karral. Az előadásokat a mai líceum helyén álló épületben tartották. 1784. augusztus 28-án II. József az ausztriai egyetemekkel együtt líceummá fokozta le a főiskolát. 1787-ben a rendelet életbe lépésekor teológiai kart Gyulafehérvárra költöztették, a bölcsészeti és jogi tagozat, valamint az orvos-sebészeti intézet változatlanul működött tovább.
A jogi kar 1849-ben, a bölcsészeti kar pedig 1850-ben megszűnt, az orvosi kar önálló intézménnyé alakult, az akadémiai líceum 1850-től főgimnáziumként folytatta tevékenységét.
A korszak híres tanárai: Koppi Károly, Bolla Márton, Kemény József, Katona Dénes, Gegő József Adolf, Hornyai Ambrus; az első világháború után Finály Henrik, Vass József, Czirbusz Géza, Szopos Sándor, Bíró Vencel, Cservény Albin, Mikó Gábor, Puskás Lajos, Uitz Mátyás, Denderle József.
Az intézményben tanultak: Szász Károly, Bölöni Farkas Sándor, Teleki Sándor, Groisz Gusztáv, Torma Károly, Puskás Tivadar, George Bariț, Alexandru Papiu Ilarian, Gheorghe Lazăr, Kuncz Aladár, Kuncz Ödön; az első világháború után Passuth László, Bochkor Mihály, Révai Károly, Zolnai Béla, Keresztes Sándor, Avram Iancu.
Híres és tevékeny rektorai között volt 1796 és 1799 között a Zala vármegyei származású nemes Bolla Márton, akit a király 1800-ban érdemei elismeréséül arany éremmel tüntetett ki. A házfőnökségben és igazgatásban őt követte a szintén zalai származású boldogfai Farkas Lajos, aki 1799 és 1808 között volt a rektor. Farkas Lajos alatt a kegyesrendi tanárok képzésére fordítandó alapítványt 1250 forintra emelték (1808 január 20.), Farkas Lajos piarista rektor 1807-ben elérte, hogy a hittan és az exhortatura számára külön tanszéket állítsanak fel. Amikor Farkas az intézetet elhagyta, 134 bölcselethallgató és 207 gimnáziumi tanuló volt a létszám.

### Állami iskola (1948-tól)
Az 1948. augusztus 3-án megjelent tanügyi törvény megszüntette a szerzetesrendeket, és államosította a felekezeti iskolákat. Az épületbe az Állami Magyar Pedagógiai Iskola, a Romániai Diákszervezetek Szövetsége, 1956 őszétől pedig a 11-es számú Középiskola költözött. 1977-től a 3-as számú Matematika–Fizika Líceum nevet kapta. 1983-tól kezdve román tannyelvű osztályokat létesítettek. Ezek az 1989-es rendszerváltást követően Avram Iancu Líceum néven kiváltak, és más épületben működtek tovább. 1990-től 1998-ig 2-es számú Elméleti Líceum nevet viselte, majd 1999 áprilisától hivatalosan is alapítója nevét viseli.
Igazgatók (nem teljes): Székely Ferenc, Lázár Irén, Balázs Ildikó, Csuka Róza, Tőkés Elek, Timár Ágnes, Schuller Hajnal (2021-től).
A korszak híres tanárai: Tellmann Jenő, Gaal György, Tibád Levente, Lőwy Marianna, Halmos Katalin, Palkó Attila, Nagy Arisztid, Vincze Zoltán, Kürthy Katalin.
Jeles diákjai sorába tartozik Vincze Mária, Imreh István (biológus), Horváth Sz. István, Lőwy Dániel, Palotás Dezső, Tőkés László, Darvay Zsolt, Ráduly-Zörgő Éva, Egyed Emese, Panek Kati, Saszet Ágnes, Néda Zoltán, Szilágyi Tibor (orvos), László Noémi, Zágoni Balázs, Szabó T. Anna, Tóth Bálint.

## Az épület

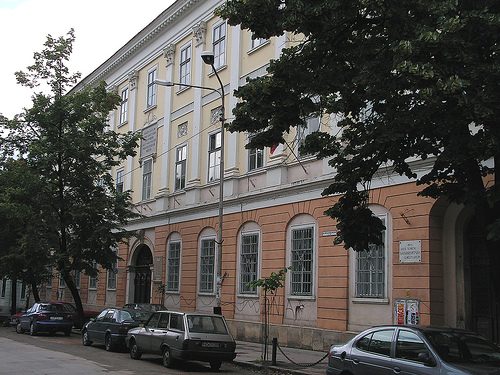
A líceum bejárata

A jelenlegi épület helyén 1727-től a piaristák egyemeletes középiskolája állt, amely 1789-ben egy tűzvész során annyira súlyosan károsodott, hogy le kellett bontani. A mai épületet az Erdélyi Római Katolikus Státus építtette 1817–1821 között, a bécsi Friedrich Thallinger tervei alapján, Georg Winkler és Christian Kiermayer vezetésével. Az iskola épülete a romániai műemlékek  jegyzékében a CJ-II-m-A-07371 sorszámon szerepel.
Az építkezéshez felhasználták a kolozsmonostori apátság köveit, illetve a régi városfal maradványait is.